# Palaephatus falsus
Palaephatus falsus är en fjärilsart som beskrevs av Butler 1883. Palaephatus falsus ingår i släktet Palaephatus och familjen Palaephatidae. Inga underarter finns listade i Catalogue of Life.